# 상주 남장사 감로왕도
상주 남장사 감로왕도(尙州 南長寺 甘露王圖)는 대한민국 경상북도 상주시 남장사에 있는 조선시대의 탱화이다. 2010년 2월 24일 대한민국의 보물 제1641호로 지정되었다.

## 특징
이 불화는 1701년 탁휘(卓輝) 등의 화승이 그린 감로도로서 18세기의 감로도 가운데 가장 연대가 올라가는 작품이다.
각 장면 옆에는 방제를 적어 내용을 밝히고 있어 감로도의 도상을 파악하는 데에도 크게 도움이 된다. 필치가 유려하며, 채색은 분홍색과 노란색 등 밝은 채색을 사용하여 화면 전체가 밝아 보이는 한편 금을 많이 사용함으로써 화려한 느낌을 준다.
화면을 3단으로 나누어 상단에는 칠여래와 인로왕보살, 지장보살, 관음보살을 배치하고, 중단에는 제단과 그 앞에서 의식을 행하는 승려들, 하단에는 고혼들의 다양한 모습을 질서정연하게 묘사한 이 감로도의 구성은 차후 18세기 감로도의 전형을 이루었다. 남장사 감로도는 감로도 도상 변천 연구에 중요한 자료적 가치를 지닐 뿐만 아니라 가가 그룹별 도상의 묘사도 뛰어나다.

## 같이 보기
- 남장사

## 참고 자료
- 상주 남장사 감로왕도 - 국가유산청 국가유산포털